# Ceylon (Tee)

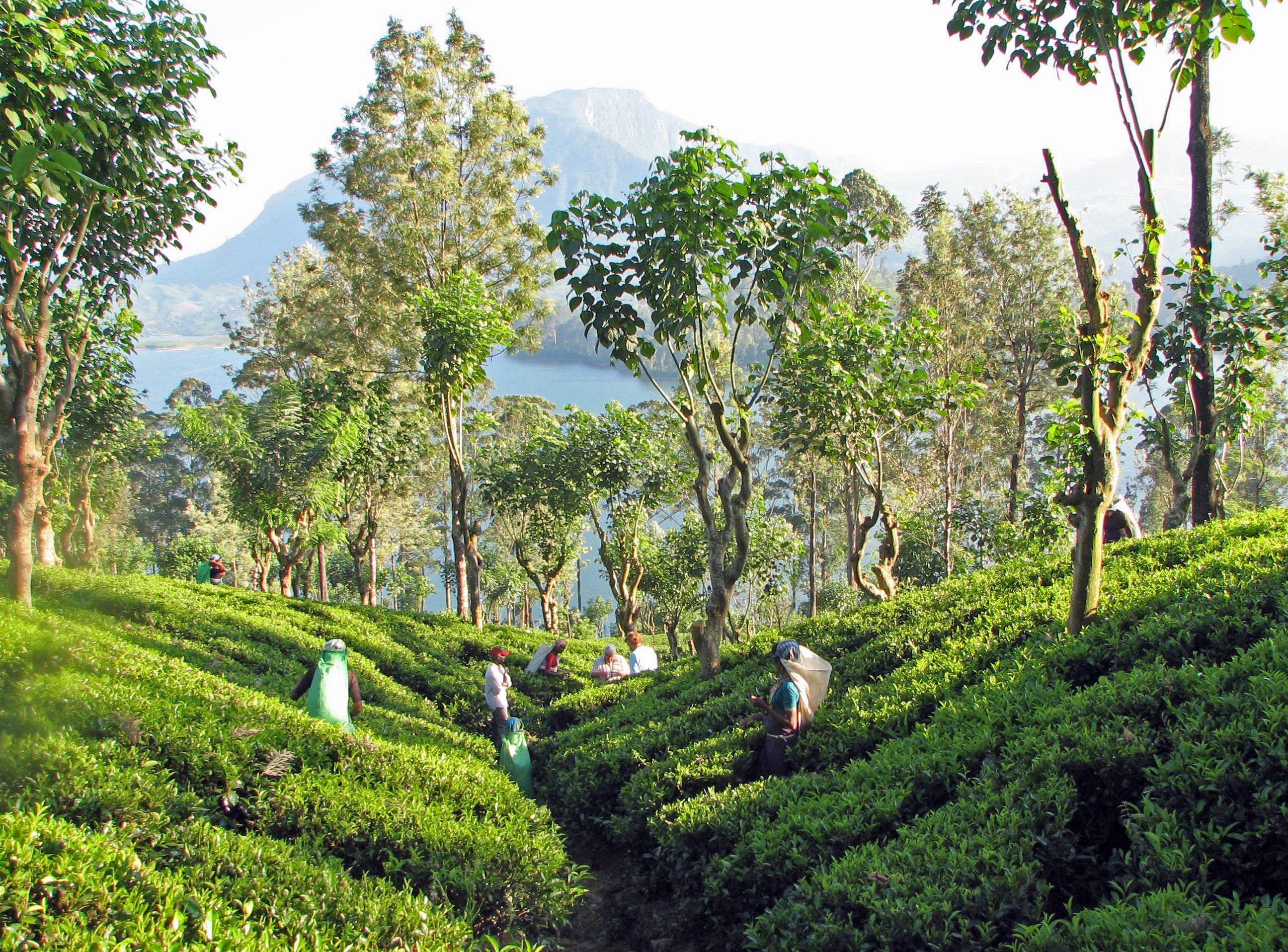
Teeplantage in der Nähe von Kandy, Sri Lanka

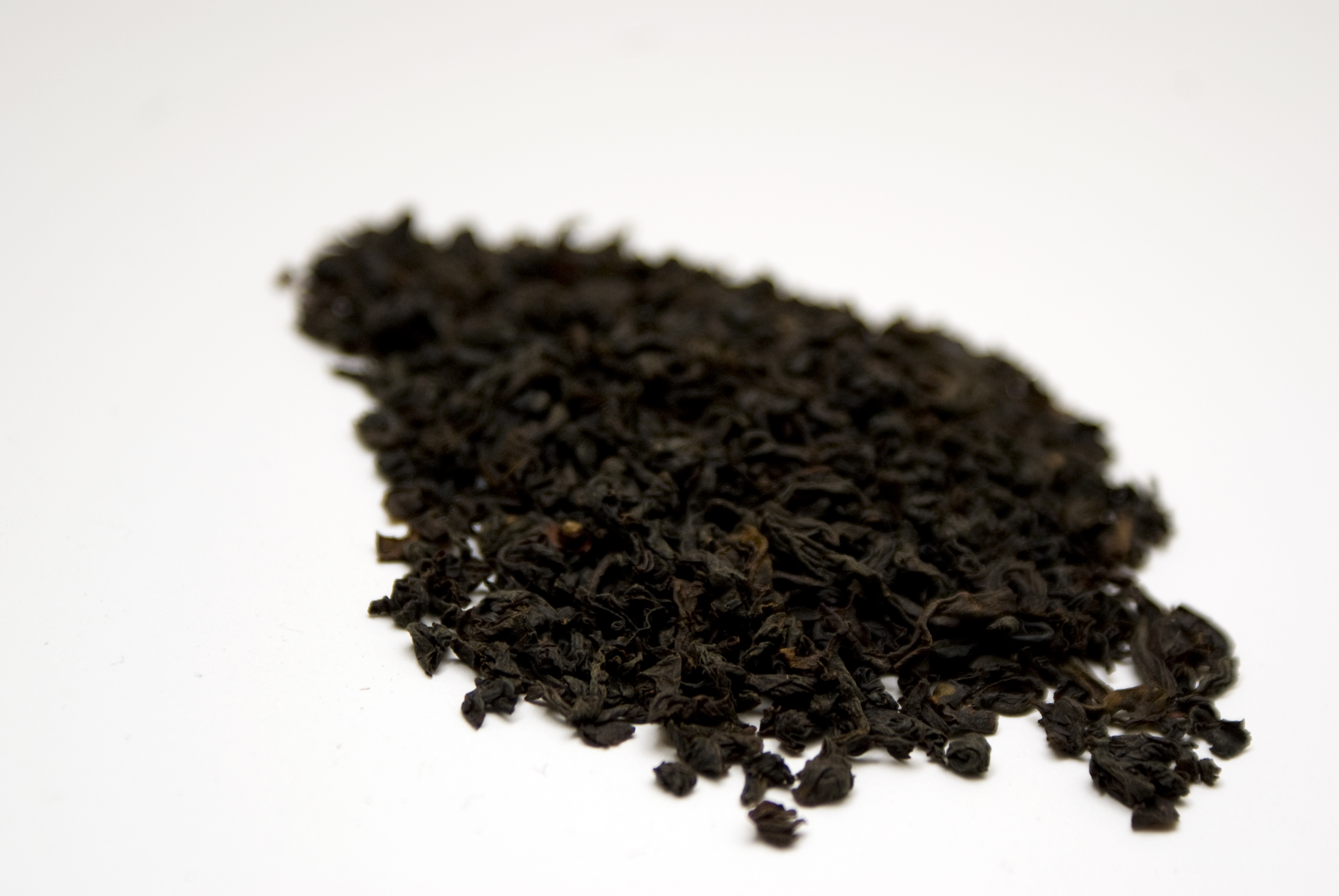
Teeblätter eines schwarzen Ceylons

Als Ceylon-Tee (Aussprache: deutsch [ˈtsaɪ̯lɔn], [ˈtsei…], englisch [sɪˈlɒn]) werden verschiedene Teesorten bezeichnet, die auf Sri Lanka, früherer Name: Ceylon, angebaut und verarbeitet werden.
Schwarze Ceylon-Teesorten zeichnen sich durch einen mittelkräftigen, herben, leicht malzigen, frischen und zum Teil an Zitrusfrüchte erinnernden Geschmack aus. Sie sind ergiebig und relativ unempfindlich gegen hartes Wasser. Seltener wird Ceylon als grüner Tee angeboten. Ceylon ist häufig Hauptbestandteil der typisch englischen Teemischungen.
Die drei großen Teeanbaugebiete auf Sri Lanka sind Uva, Dimbula und Nuwara Eliya.
Die besten Qualitätsstufen stammen aus steilen Höhenlagen von 1200 Metern mit ausreichend Luftfeuchtigkeit und Niederschlag, weil Teepflanzen keine Staunässe vertragen.

## Geschichte
Die ersten Teeanbauversuche im Hochland des damaligen Britisch-Ceylon wurden in den 1840er Jahren mit Assam-Tee gemacht und verliefen vielversprechend. Die erste regelrechte Teeplantage wurde durch den Schotten James Taylor im Jahr 1867 bei dem Ort Loolecondera, etwa 35 km südöstlich von Kandy, angelegt. Der Anbau war eine Reaktion auf eine Rostpilzseuche (Hemileia vastatrix), die den vorherrschenden Kaffeeplantagenanbau vernichtete, da ein Befall zu vollständigem Ernteverlust und Unrentabilität führte.  Investitionen ausländischer Kapitalgeber blieben so aus. Der von Einheimischen kultivierte Kaffee wurde weiterhin produziert und vertrieben, er blieb eine wichtige finanzielle Stütze der lokalen Bauern. Den Einheimischen war das Anpflanzen von Tee nicht möglich, da ihnen Kapital für die benötigten Maschinen sowie das Wissen um die Teeproduktion fehlten. Durch die Eroberung des Hochland-Königreiches Kandy im Jahr 1815 wurde viel Land für den Anbau von Tee gewonnen. Das Klima und die Lage machen das Hochland äußerst lukrativ im Anbau von Tee, und die große Menge an verfügbarem Land war für die Anlage von großen Plantagen förderlich. Das Fehlen von Arbeitskräften, die das ganze Jahr für die Teeernte zur Verfügung standen, ließ eine Immigrationswelle entstehen. Dabei kamen vornehmlich südindische Tamilen, die sich dauerhaft auf der Insel niederließen (vgl. indische Tamilen in Sri Lanka).

## Wirtschaftliche Bedeutung und Herkunftsbezeichnung

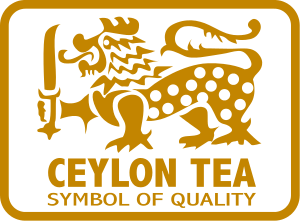
Offizielles Logo für Ceylon-Tee

Im Jahr 2022 war Sri Lanka der viertgrößte Teeproduzent der Welt (nach der Volksrepublik China, Indien und Kenia). Im Jahr 2015 erbrachte der Tee-Export etwa 2,5 Milliarden US$ Einnahmen, wertmäßig entsprechend etwa 62 % der gesamten Agrarexporte und 14 % der Gesamtexporte Sri Lankas. Die Teeanbaugebiete in Sri Lanka umfassen etwa 220.000 ha. Je nach Höhe des Anbaugebietes über dem Meeresspiegel unterscheidet man drei Varietäten: high grown (über 1200 m; 19 % der Anbaufläche) mit den Anbauregionen Nuwara Eliya, Dimbula, Uva, Uda Pussellawa, medium grown (600 bis 1200 m; 32 % der Anbaufläche) mit dem Anbaugebiet Kandy und low grown (unter 600 m; 49 % der Anbaufläche) mit den Anbaugebieten Ruhuna und Sabaragamuwa. Die Hochlandsorten haben im Allgemeinen einen feineren, blumigeren Geschmack und die Tieflandsorten einen kräftigeren, aromatischeren.
Das Löwen-Logo ist Eigentum des Sri Lanka Tea Boards und ist in vielen Ländern der Welt eine geschützte Marke. Um das Zeichen verwenden zu dürfen, müssen folgende Bedingungen erfüllt sein:
1. Das Löwenlogo darf nur auf Verbraucherpackungen von Ceylontee verwendet werden,
2. Die Packungen müssen 100 % reinen Ceylontee enthalten,
3. Die Packungen, die das Löwenlogo verwenden, müssen in Sri Lanka abgepackt sein. Importeure/Abpacker aus Übersee dürfen das Löwenlogo auf ihren Teepackungen nicht verwenden, auch wenn die Packungen reinen Ceylon-Tee enthalten,
4. Die Marken, die das Löwenlogo verwenden, müssen den Qualitätsstandards entsprechen, die vom Sri Lanka Tea Board festgelegt wurden.